# Eibeschütz' Præmie
Eibeschütz' Præmie er en dansk pris for kunstnere, som uddeles af Det Kongelige Akademi for de Skønne Kunster. Præmien, der tildeles kunstværker med gammeltestamentligt motivvalg, er finansieret af og opkaldt efter Simon Aron Eibeschütz. Prisen har ikke været uddelt siden 1950'erne.[kilde mangler]

## Modtagere
Denne liste er ufuldstændig; hjælp gerne med at udfylde den.

### 1800-tallet
- 1863: Carl Bloch (for Samson hos filisterne)
- 1863: C.C. Peters (for Abraham gaar med Isak til Moria Bjerg for at ofre ham, Emmauskirken)
- 1866: Vilhelm Bissen (½ præmie)
- 1866: August Saabye (for Adam og Eva efter Syndefaldet, ARoS Aarhus Kunstmuseum)
- 1869: Lauritz Prior (½ præmie, for Hagar og Ismael)
- 1869: Theobald Stein (for David, tidligere i KUNSTEN Museum of Modern Art Aalborg)
- 1872: August Saabye (igen, for Kain, ARoS Aarhus Kunstmuseum)
- 1877: August Jerndorff (for Syndfloden)
- 1878: Georg Christian Freund (for Azarias og Tobias)
- 1878: Constantin Hansen
- 1881: Julius Schultz (for Adam og Eva)
- 1884: August Saabye (igen, for Susanna for Raadet, tidligere i KUNSTEN Museum of Modern Art Aalborg)
- 1885: Niels Nielsen-Alling (for Adam og Eva)
- 1893: Carl Bonnesen (½ præmie for Kain, KUNSTEN Museum of Modern Art Aalborg)
- 1893: Axel Hou (Susanne i Badet, Fuglsang Kunstmuseum)
- 1893: Nielsine Petersen (½ præmie for Ismail)
- 1893: Carl Aarsleff (for Abel ofrer til Herren, Statens Museum for Kunst)
- 1896: H.A. Brendekilde (for Kain)
- 1896: Carl Aarsleff (igen, for David, Statens Museum for Kunst)

### 1900-tallet
- 1902: H.P. Pedersen-Dan (for Udfriet af Ægyptens Trældom)
- 1902: Carl Bonnesen (for Adam og Eva ved Abels lig)
- 1905: Edvard Eriksen (for Dommen, Adam og Eva efter Uddrivelsen af Paradiset, Statens Museum for Kunst)
- 1908: Thod Edelmann (for Kain)
- 1912: Ville Jais Nielsen
- 1914: Ejnar Nielsen (for Ijob, senere delvist destrueret af kunstneren selv)
- 1914: Svend Rathsack (for Adam nyskabt)
- 1917: Thyra Boldsen (for Job)
- 1920: Hans Gyde Petersen (for Adam og Eva ved Abels Lig, ARoS Aarhus Kunstmuseum)
- 1923: Thyra Boldsen (igen, for Vorherre indblæser Adam Livets Aande)
- 1923: Olivia Holm-Møller
- 1923: Olaf Stæhr-Nielsen
- 1926: Paul Kiærskou for Rytterfigur, David)
- 1926: Elof Risebye (for Davids Afsked med Jonathan)
- 1927: Johan Behrens
- 1930: Anna Marie Mehrn
- 1931: Olivia Holm-Møller (igen, præmien uddelt 1932)
- 1932: Thorvald Hagedorn-Olsen (for Susanne, Esbjerg Kunstmuseum)
- 1932: Anker Hoffmann (for anlæg i Struer)
- 1932: Henry Luckow-Nielsen (for Ruth)
- 1934: Christine Swane
- 1935: Henry Luckow-Nielsen (igen)
- 1938: Paul Høm (for Hannah med Samuel)
- 1938: Henry Luckow-Nielsen (igen, for Eva)
- 1944: Harald Essendrop (for David)
- 1944: Gunnar Hansen (for Eliezer og Rebekka ved Brønden)
- 1947: Agnethe Jørgensen (for Mulatpige)
- 1947: Knud Raaschou-Nielsen (for Aftenen før Syndfloden)
- 1951: Karen Westman
- 1953: Hans Sjöstedt
- 1956: Frits Bruzelius
- 1959: Elvin Erud (for Evas skabelse)